# Лотар Коблун
Лотар Коблун (нім. Lothar Kobluhn, нар. 12 квітня 1943, Обергаузен) — німецький футболіст, що грав на позиції півзахисника.
Виступав, зокрема, за клуб «Рот Вайс» (Обергаузен). Найкращий бомбардир Бундесліги сезону 1970/71.

## Ігрова кар'єра
У дорослому футболі дебютував 1963 року виступами за команду клубу з рідного міста «Рот Вайс» (Обергаузен), в якій провів одинадцять сезонів. В сезоні 1970/71 гравець команди, що лише 1969 уперше вийшла до Бундесліги і протягом наступних років боролося за виживання у найвищому німецькому дивізіоні, став його найкращим бомбардиром, забивши 24 голи, на 2 більше ніж легендарний нападник тієї епохи Герд Мюллер.
Завершив професійну ігрову кар'єру у нижчоліговому клубі «Ваттеншайд 09», за команду якого виступав протягом 1974—1976 років.